# Lionel Glendenning
Lionel Glendenning (* 1941) ist ein australischer Architekt.
Glendenning erhielt 1967 die Byera Hadley Travelling Scolarships. Er war zeitweise der führende Architekt der Regierung von New South Wales und schuf, oft unter Einbeziehung von Vorgängerbauten, zahlreiche öffentliche Gebäude, darunter 1980 die Claymore Primary School in Sydney, 1988 das Powerhouse Museum ebenda und 1996 das Imax Theatre in Darling Harbour, Sydney. Das Powerhouse Museum wurde 1988 mit dem RAIA Sulman Price for Architecture ausgezeichnet.
Zu den Bauwerken für Privatpersonen und Unternehmen, die Glendenning schuf, gehört das Gebäude der Weinhandlung De Iuliis in Pokolbin.